# Gornji Crnač
Gornji Crnač är ett samhälle i Bosnien och Hercegovina.   Det ligger i entiteten Federationen Bosnien och Hercegovina, i den södra delen av landet, 80 km sydväst om huvudstaden Sarajevo. Gornji Crnač ligger 810 meter över havet och antalet invånare är 190.
Terrängen runt Gornji Crnač är bergig, och sluttar söderut.Runt Gornji Crnač är det ganska tätbefolkat, med 93 invånare per kvadratkilometer.. Närmaste större samhälle är Mostar, 19,7 km sydost om Gornji Crnač. 
Omgivningarna runt Gornji Crnač är en mosaik av jordbruksmark och naturlig växtlighet.